# Championnats du monde par équipes de patinage artistique 2012
Navigation
Mondiaux par équipes 2009 Mondiaux par équipes 2013
Les deuxièmes championnats du monde par équipes de patinage artistique ont lieu du 19 au 22 avril 2012 au gymnase olympique de Yoyogi à Tokyo au Japon.
À l'origine, cette deuxième édition des mondiaux par équipes devait se tenir du 14 au 17 avril 2011 à Yokohama, mais ceux-ci ont été reportés un an plus tard à la suite du séisme du 11 mars 2011 de la côte Pacifique du Tōhoku.
Les six pays ayant les meilleurs résultats au cours de la saison 2011/2012 sont qualifiés pour ces championnats : le Canada, les États-Unis, la France, l'Italie, le Japon et la Russie. Chaque pays choisit deux patineurs individuels, deux patineuses individuelles, un couple artistique et un couple de danse sur glace.

## Palmarès final
| Rang | Médailles | Pays       | Points de l'équipe |
| ---- | --------- | ---------- | ------------------ |
| 1    | Or        | Japon      | 55                 |
| 2    | Argent    | États-Unis | 53                 |
| 3    | Bronze    | Canada     | 42                 |
| 4    |           | France     | 42                 |
| 5    |           | Russie     | 39                 |
| 6    |           | Italie     | 39                 |

## Patineurs
| Pays       | Messieurs                         | Dames                              | Couples                          | Danse sur glace                    |
| ---------- | --------------------------------- | ---------------------------------- | -------------------------------- | ---------------------------------- |
| Canada     | Patrick Chan Kevin Reynolds       | Amélie Lacoste Cynthia Phaneuf     | Meagan Duhamel / Eric Radford    | Tessa Virtue / Scott Moir          |
| États-Unis | Jeremy Abbott Adam Rippon         | Ashley Wagner Gracie Gold          | Caydee Denney / John Coughlin    | Meryl Davis / Charlie White        |
| France     | Florent Amodio Brian Joubert      | Maé-Bérénice Meité Yrétha Silété   | Daria Popova / Bruno Massot      | Nathalie Péchalat / Fabian Bourzat |
| Italie     | Paolo Bacchini Samuel Contesti    | Carolina Kostner Valentina Marchei | Stefania Berton / Ondrej Hotarek | Anna Cappellini / Luca Lanotte     |
| Japon      | Takahiko Kozuka Daisuke Takahashi | Kanako Murakami Akiko Suzuki       | Narumi Takahashi / Mervin Tran   | Cathy Reed / Chris Reed            |
| Russie     | Zhan Bush Maksim Kovtun           | Alena Leonova Adelina Sotnikova    | Vera Bazarova / Yuri Larionov    | Elena Ilinykh / Nikita Katsalapov  |

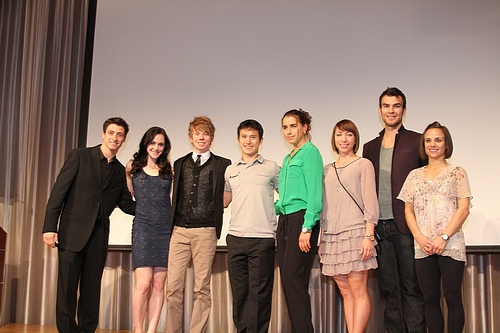
L'équipe canadienne
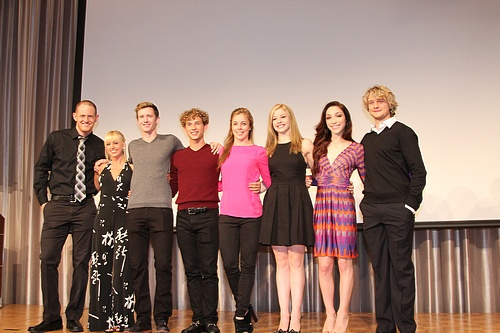
L'équipe américaine
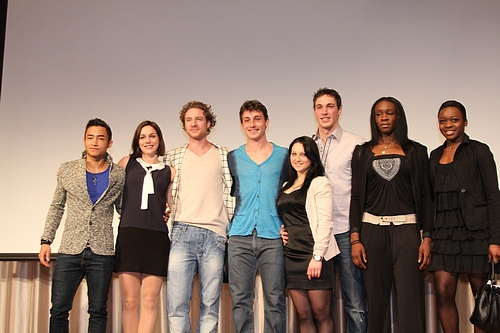
L'équipe française
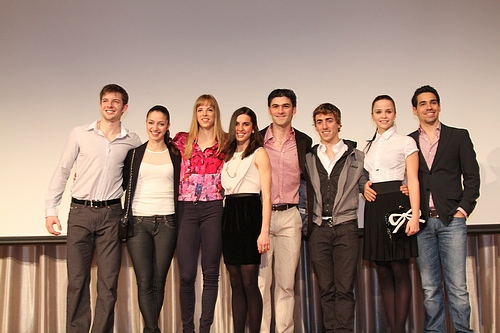
L'équipe italienne
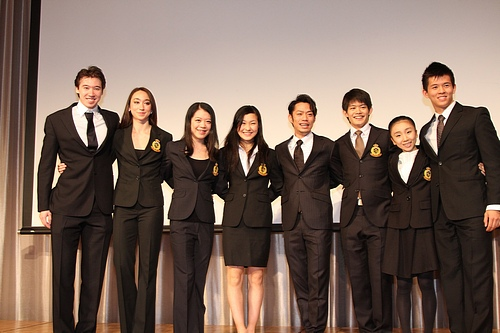
L'équipe japonaise
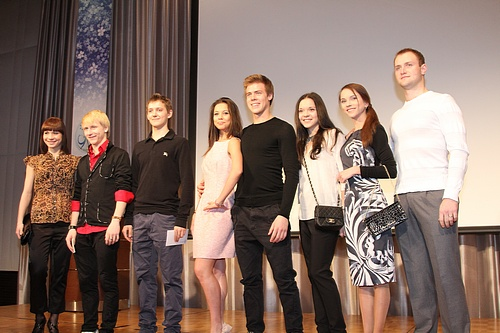
L'équipe russe

## Résultats par épreuves

### Compétition Messieurs

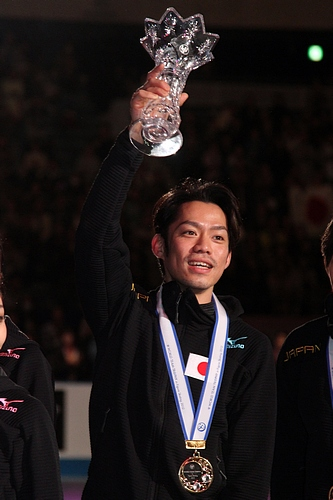
Daisuke Takahashi

| Rang | Pays       | Nom               | Points | Programme court | Programme court | Programme libre | Programme libre | Points pour l'équipe |
| ---- | ---------- | ----------------- | ------ | --------------- | --------------- | --------------- | --------------- | -------------------- |
| 1    | Japon      | Daisuke Takahashi | 276.72 | 1               | 94.00           | 1               | 182.72          | 12                   |
| 2    | Canada     | Patrick Chan      | 260.46 | 2               | 89.81           | 2               | 170.65          | 11                   |
| 3    | France     | Brian Joubert     | 239.64 | 4               | 84.69           | 4               | 154.95          | 10                   |
| 4    | France     | Florent Amodio    | 238.33 | 5               | 81.84           | 3               | 156.49          | 9                    |
| 5    | États-Unis | Jeremy Abbott     | 234.37 | 3               | 86.98           | 7               | 147.39          | 8                    |
| 6    | Japon      | Takahiko Kozuka   | 225.30 | 8               | 73.61           | 5               | 151.69          | 7                    |
| 7    | États-Unis | Adam Rippon       | 222.73 | 7               | 74.93           | 6               | 147.80          | 6                    |
| 8    | Canada     | Kevin Reynolds    | 221.31 | 6               | 78.82           | 8               | 142.49          | 5                    |
| 9    | Italie     | Samuel Contesti   | 210.00 | 9               | 73.38           | 9               | 136.62          | 4                    |
| 10   | Russie     | Zhan Bush         | 178.26 | 12              | 58.67           | 10              | 119.59          | 3                    |
| 11   | Italie     | Paolo Bacchini    | 173.85 | 10              | 62.26           | 11              | 111.59          | 2                    |
| 12   | Russie     | Maksim Kovtun     | 172.46 | 11              | 60.93           | 12              | 111.53          | 1                    |

### Compétition Dames

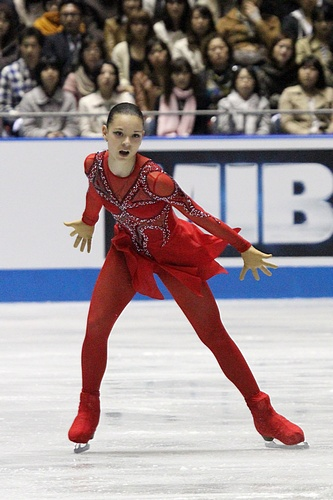
Adelina Sotnikova

| Rang | Pays       | Nom                | Points | Programme court | Programme court | Programme libre | Programme libre | Points pour l'équipe |
| ---- | ---------- | ------------------ | ------ | --------------- | --------------- | --------------- | --------------- | -------------------- |
| 1    | Japon      | Akiko Suzuki       | 187.79 | 2               | 67.51           | 2               | 120.28          | 12                   |
| 2    | Italie     | Carolina Kostner   | 185.72 | 1               | 69.48           | 3               | 116.24          | 11                   |
| 3    | États-Unis | Ashley Wagner      | 179.81 | 5               | 57.52           | 1               | 122.29          | 10                   |
| 4    | Russie     | Adelina Sotnikova  | 169.69 | 6               | 56.12           | 4               | 113.57          | 9                    |
| 5    | États-Unis | Gracie Gold        | 169.65 | 4               | 59.07           | 5               | 110.58          | 8                    |
| 6    | Japon      | Kanako Murakami    | 159.62 | 3               | 63.78           | 8               | 95.84           | 7                    |
| 7    | Russie     | Alena Leonova      | 153.71 | 9               | 50.92           | 6               | 102.79          | 6                    |
| 8    | Italie     | Valentina Marchei  | 152.59 | 8               | 53.52           | 7               | 99.07           | 5                    |
| 9    | France     | Maé-Bérénice Méité | 144.15 | 11              | 48.57           | 9               | 95.58           | 4                    |
| 10   | Canada     | Amélie Lacoste     | 143.88 | 10              | 48.61           | 10              | 95.27           | 3                    |
| 11   | France     | Yrétha Silété      | 138.63 | 7               | 54.83           | 11              | 83.80           | 2                    |
| 12   | Canada     | Cynthia Phaneuf    | 126.95 | 12              | 45.99           | 12              | 80.96           | 1                    |

### Compétition des Couples

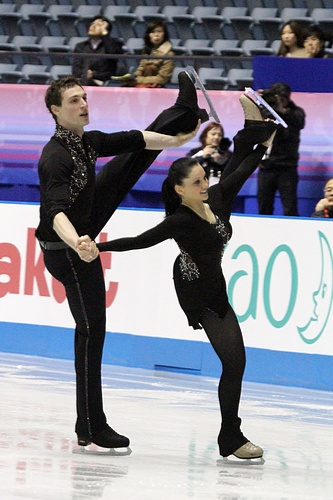
Daria Popova et Bruno Massot

| Rang | Pays       | Nom                              | Points | Programme court | Programme court | Programme libre | Programme libre | Points pour l'équipe |
| ---- | ---------- | -------------------------------- | ------ | --------------- | --------------- | --------------- | --------------- | -------------------- |
| 1    | Russie     | Vera Bazarova / Yuri Larionov    | 180.70 | 2               | 62.02           | 1               | 118.68          | 12                   |
| 2    | Canada     | Meagan Duhamel / Eric Radford    | 177.62 | 4               | 59.27           | 2               | 118.35          | 11                   |
| 3    | Japon      | Narumi Takahashi / Mervin Tran   | 177.56 | 1               | 64.92           | 4               | 112.64          | 10                   |
| 4    | États-Unis | Caydee Denney / John Coughlin    | 175.98 | 5               | 58.93           | 3               | 117.05          | 9                    |
| 5    | Italie     | Stefania Berton / Ondrej Hotarek | 158.74 | 3               | 59.28           | 5               | 99.46           | 8                    |
| 6    | France     | Daria Popova / Bruno Massot      | 119.10 | 6               | 42.07           | 6               | 77.03           | 7                    |

### Compétition de danse sur glace

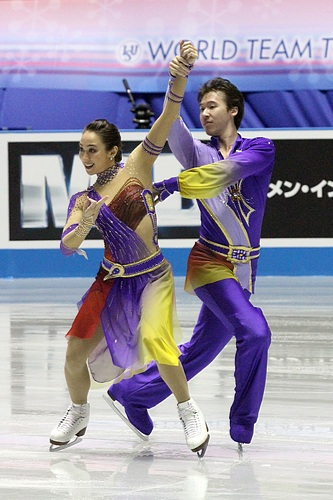
Cathy Reed et Chris Reed

| Rang | Pays       | Nom                                | Points | Danse originale | Danse originale | Danse libre | Danse libre | Points pour l'équipe |
| ---- | ---------- | ---------------------------------- | ------ | --------------- | --------------- | ----------- | ----------- | -------------------- |
| 1    | États-Unis | Meryl Davis / Charlie White        | 183.36 | 1               | 72.18           | 1           | 111.18      | 12                   |
| 2    | Canada     | Tessa Virtue / Scott Moir          | 177.76 | 2               | 69.93           | 2           | 107.83      | 11                   |
| 3    | France     | Nathalie Péchalat / Fabian Bourzat | 167.83 | 3               | 66.57           | 3           | 101.26      | 10                   |
| 4    | Italie     | Anna Cappellini / Luca Lanotte     | 162.00 | 4               | 63.70           | 4           | 98.30       | 9                    |
| 5    | Russie     | Elena Ilinykh / Nikita Katsalapov  | 146.84 | 5               | 60.44           | 5           | 86.40       | 8                    |
| 6    | Japon      | Cathy Reed / Chris Reed            | 119.55 | 6               | 49.47           | 6           | 70.08       | 7                    |

## Primes
| Rang | Primes par équipes |
| --- | ------------------ |
| 1er | 200,000            |
| 2e | 170,000            |
| 3e | 160,000            |
| 4e | 150,000            |
| 5e | 140,000            |
| 6e | 130,000            |
| Chaque patineur reçoit 15 % de la somme gagnée par son pays. Chaque couple artistique et de danse sur glace reçoit 20 % de cette somme à partager entre les deux. Sur ces montants, leur fédération peut conserver 10 % de leur prime. Le montant total des primes est de $ 1,000,000 USD. |                    |